# Colômbia nos Jogos Olímpicos de Verão de 2012
A Colômbia competiu nos Jogos Olímpicos de Verão de 2012, que aconteceram na cidade de Londres, no Reino Unido.

## Medalhas
| Atleta         | Esporte        | Evento              | Medalha |
| -------------- | -------------- | ------------------- | ------- |
| Óscar Figueroa | Halterofilismo | Até 62 kg masculino | Prata   |

## Desempenho

### Atletismo
Masculino
| Atleta        | Evento          | Preliminar | Preliminar | Quartas-de-final | Quartas-de-final | Semifinal | Semifinal | Final | Final   |
| Atleta        | Evento          | Marca      | Posição    | Marca            | Posição          | Marca     | Posição   | Marca | Posição |
| ------------- | --------------- | ---------- | ---------- | ---------------- | ---------------- | --------- | --------- | ----- | ------- |
| Wanner Miller | Salto em altura | 2,26m      | 12º q      |                  |                  |           |           | 2,25m | 9º      |

### Futebol
Feminino
| Equipe | Equipe | Fase de grupos                                                | Fase de grupos | Quartas                | Semifinal              | Final                  | Pos. |
| Equipe | Equipe | Adversário e resultado                                        | Pos.           | Adversário e resultado | Adversário e resultado | Adversário e resultado | Pos. |
| --- | --- | ------------------------------------------------------------- | -------------- | ---------------------- | ---------------------- | ---------------------- | ---- |
| Stefany Castaño Tatiana Ariza Natalia Gaitán Natalia Ariza Nataly Arias Daniela Montoya Oriánica Velásquez Yoreli Rincón Carmen Rodallega | Catalina Usme Liana Salazar Sandra Sepúlveda Yulieth Domínguez Kelis Pudezine Ingrid Vidal Lady Andrade Melissa Ortiz Ana María Montoya | PRK Coreia do Norte D 0-2 USA Estados Unidos D 0-1 FRA França |                | Não avançou            | Não avançou            | Não avançou            |      |

### Halterofilismo
Masculino
| Atleta         | Evento | Arranque (kg) | Arremesso (kg) | Total (kg) | Posição          |
| -------------- | ------ | ------------- | -------------- | ---------- | ---------------- |
| Carlos Berna   | -56kg  | 118,0         | 150,0          | 268,0      | 8º               |
| Sergio Rada    | -56kg  | 118,0         | 151,0          | 269,0      | 7º               |
| Óscar Figueroa | -62kg  | 140,0         | 177,0          | 317,0      | Medalha de prata |
| Doyler Sánchez | -69kg  | 138,0         | 170,0          | 308,0      | 14º              |

Feminino
| Atleta            | Evento | Arranque (kg) | Arremesso (kg) | Total (kg) | Posição |
| ----------------- | ------ | ------------- | -------------- | ---------- | ------- |
| Rusmeris Villar   | -53kg  | 87,0          | 109,0          | 196,0      | 6º      |
| Jackelina Heredia | -58kg  | 100,0         | 125,0          | 225,0      | 10º     |
| Lina Rivas        | -58kg  | 103,0         | DNF            | DNF        | DNF     |
| Ubaldina Valoyes  | -69kg  | 111,0         | 135,0          | 246,0      | 6º      |

### Natação
Feminino
| Atletas           | Evento       | Eliminatórias | Eliminatórias | Semifinal   | Semifinal   | Final       | Final       |
| Atletas           | Evento       | Tempo         | Posição       | Tempo       | Posição     | Tempo       | Posição     |
| ----------------- | ------------ | ------------- | ------------- | ----------- | ----------- | ----------- | ----------- |
| Carolina Colorado | 100 m costas | 1min01s81     | 28º           | Não avançou | Não avançou | Não avançou | Não avançou |
| Carolina Colorado | 200 m costas | 2min13s64     | 27º           | Não avançou | Não avançou | Não avançou | Não avançou |

### Tênis
Masculino
| Atleta          | Evento  | Fase de 64                     | Fase de 32             | Fase de 16             | Quartas                | Semifinais             | Final                  | Final       |
| Atleta          | Evento  | Adversário e resultado         | Adversário e resultado | Adversário e resultado | Adversário e resultado | Adversário e resultado | Adversário e resultado | Posição     |
| --------------- | ------- | ------------------------------ | ---------------------- | ---------------------- | ---------------------- | ---------------------- | ---------------------- | ----------- |
| Alejandro Falla | Simples | SUI R. Federer D 3-6, 7-5, 3-6 | Não avançou            | Não avançou            | Não avançou            | Não avançou            | Não avançou            | Não avançou |

### Tiro
Masculino
| Atleta                | Evento         | Qualificação | Qualificação | Final       | Final       | Posição |
| Atleta                | Evento         | Placar       | Posição      | Placar      | Total       | Posição |
| --------------------- | -------------- | ------------ | ------------ | ----------- | ----------- | ------- |
| Danilo Caro Guarnieri | Fossa olímpica | 115          | 29º          | Não avançou | Não avançou | 29º     |

### Tiro com arco
| Atleta               | Prova                | Rodada de classificação | Rodada de classificação | Ronda dos 64                        | Ronda dos 32           | Ronda dos 16           | Quartos-finais         | Semifinais             | Final                  | Final       |
| Atleta               | Prova                | Placar                  | Pos.                    | Adversário e resultado              | Adversário e resultado | Adversário e resultado | Adversário e resultado | Adversário e resultado | Adversário e resultado | Pos.        |
| -------------------- | -------------------- | ----------------------- | ----------------------- | ----------------------------------- | ---------------------- | ---------------------- | ---------------------- | ---------------------- | ---------------------- | ----------- |
| Daniel Pineda Osorio | Individual masculino | 664                     | 32º                     | TPE Wang Cheng-pang D 0-2, 1-2, 2-2 | Não avançou            | Não avançou            | Não avançou            | Não avançou            | Não avançou            | Não avançou |
| Ana Rendón           | Individual feminino  | 657                     | 12º                     | ESP I. Grandal D 0-2, 2-0, 0-2, 0-2 | Não avançou            | Não avançou            | Não avançou            | Não avançou            | Não avançou            | Não avançou |

### Triatlo
| Atleta           | Evento    | Natação (1,5 km) | Ciclismo (40 km) | Corrida (10 km) | Tempo total | Posição |
| ---------------- | --------- | ---------------- | ---------------- | --------------- | ----------- | ------- |
| Carlos Quinchara | Masculino | 18m02            | 59m37            | 35m13           | 1h54m10     | 53º     |